# Grigore Eremei
Grigore Eremei (în rusă Григорий Исидорович Еремей) (n. 22 aprilie 1935, Tîrnova, județul Hotin, România – d. ianuarie 2025) a fost un politician sovietic moldovean, ultimul prim-secretar al Partidului Comunist al RSS Moldovenești (februarie - august 1991).

## Biografie
Grigore Eremei s-a născut la data de 22 aprilie 1935, în satul Tîrnova (pe atunci în România, astăzi în raionul Edineț din Republica Moldova). Și-a început activitatea lucrativă în anul 1952, ca director al Bibliotecii școlii secundare rurale din satul natal. A devenit membru al PCUS în anul 1957.
Începând din anul 1956 a activat în cadrul Comsomol ca instructor, secretar 2 și prim-secretar al Comitetului raional Comsomol, locțiitor de șef de secție și apoi secretar 2 al Comsomolului din Moldova. În anul 1960 devine instructor șef de partid în aparatul Sovietului de Miniștri al RSSM. A absolvit Institutul Agronomic „M.V. Frunze” din Chișinău (1965) și apoi Școala Superioară de Partid de pe lângă CC al PCUS (1974). Este candidat în filosofie.
Este numit apoi prim-secretar al Comitetului raional Kotovsk al Partidului Comunist al Moldovei (1966-1970). La Congresele IX și XII ale PCM a fost ales membru al Comisiei de Revizie a PCM, apoi la Congresul XIII - membru al CC al PCM. În perioada 1970-1980, a îndeplinit funcțiile de viceprim-ministru și prim-viceprim-ministru al Sovietului de Miniștri din RSS Moldovenească.  Îndeplinește apoi funcții în mișcarea sindicală ca președinte al Consiliului Sindicatelor din RSSM (1980-1990) și președinte al Federației Sindicatelor Independente din Moldova (din 1990).
A fost ales ca deputat al poporului în Sovietul Suprem al URSS (1989-1992), apoi la 5 februarie 1991 îi succede lui Petru Lucinschi în funcția de Prim-secretar al Partidului Comunist din R.S.S. Moldovenească. În această calitate, a fost ales la Plenara din 25 aprilie 1991 ca membru al Biroului Politic (Politburo) al CC al PCUS.
A îndeplinit funcția de prim-secretar al Partidului Comunist din RSS Moldovenească până la scoaterea în afara legii a partidului, la 23 august 1991, ca urmare a puciului eșuat de la Moscova. Eremei a condamnat puciul, și, după propriile declarații, dorea să pregătească un congres prin care Partidul Comunist al RSS Moldovenești ar fi devenit autonom față de Partidul Comunist al Uniunii Sovietice.
Ca deputat al poporului din URSS, Eremei a făcut parte, împreună cu Ion Druță, din comisia ce urma să condamne pactul Ribbentrop-Molotov. În ciuda mai multor scrisore trimise de Eremei lui Aleksandr Iakovlev, președintele comisiei, în care cerea nu doar condamnarea pactului, dar și a ultimatumului sovietic asupra României, Moldova nu a fost menționată ca țară afectată, în raportul final. Ion Druță a fost criticat de Alecu Reniță pentru că nu a făcut mai mult, astfel încât tragedia Basarabiei să fie menționată explicit în raport.
La data de 23 august 1991, printr-un decret al președintelui Parlamentului Republicii Moldova, Alexandru Moșanu, a fost interzisă activitatea Partidului Comunist din Moldova pe întreg teritoriul republicii, motivul acestei decizii fiind următorul: Fața adevărată și scopurile minuțios camuflate ale Partidului Comunist s-au manifestat deosebit de pregnant în organizarea și sprijinirea înfăptuirii loviturii de stat anticonstituționale de dreapta, întreprinsă de un grup de persoane de orientare extremistă, reprezentând partea cea mai reacționară a societății și alcătuită din exponenți ai aparatului de partid nomenclaturist, ai complexului militar-industrial și din grupul de deputați „Soiuz”, lovitură care a avut loc în noaptea de 18 spre 19 august 1991 și a fost îndreptată spre răsturnarea prin mijloace violente a puterii de stat instaurate în mod legal.
„Noi, membrii Comitetului Central, am pregătit un program, un statut nou și am pregătit convocarea congresului extraordinar de reformare a Partidului Comunist al Moldovei. Am vrut să facem ca Partidul Comunist să nu fie o filială a Comitetului Central al PCUS. Dacă reușeam, erau să fie și alți oameni în fruntea acestuia, și am fi avut altă situație economică, politică și socială în R. Moldova. Când s-a restabilit partidul, în 1993, l-au susținut aceiași membri ai Prezidiului care, cu doi ani în urmă, cereau lichidarea lui. Dar stenograma ședinței parlamentului, când Partidul Comunist a fost restabilit, lipsește azi. Cei care altădată au mâncat din farfuria partidului s-au grăbit să ia prăjina înainte și s-au făcut democrați peste noapte.”—Grigore Eremei
Din august 1991, a lucrat pe postul de consilier al directorului general al „Meson”. Grigore Eremei a îndeplinit apoi funcții diplomatice: ambasador al Republicii Moldova în Belarus (15 septembrie 1993 - 17 iunie 1994)  și apoi ambasador al Republicii Moldova în România, Grecia și Cipru (17 iunie 1994 - 25 mai 1998).
În anul 1998 a fost ales ca deputat în Parlamentul Republicii Moldova, pe listele Blocului pentru o Moldovă Democratică și Prosperă, partid format în februarie 1998, la inițiativa membrilor blocului „Pro Lucinschi” creat de Eugen Gladun. A îndeplinit această demnitate în legislatura 1998-2001.
Ulterior, Grigore Eremei a fost pensionar. Pe durata președinției lui Vladimir Voronin s-a manifestat ca un critic al acestuia. A fost decorat cu Ordinul „Insigna de Onoare”.
Grigore Eremei a decedat la începutul anului 2025 și a fost înmormântat pe 3 ianuarie 2025. Istoricul Octavian Țîcu a scris despre el următoarele: „Grigore Eremei a făcut cât a putut pentru românii din Basarabia ca lider de partid și de stat. Alții ca el, români și ei, n-au făcut nimic și chiar au promovat antiromânismul. Drum lin în ceruri, Grigore Isidorovici. Oamenii și istoria vă vor judeca cu dreptate”.

## Declarații
- Răspuns la întrebarea „Care este diferența dintre Partidul Comunist de atunci și cel de azi, al lui Voronin?”: Diferența este ca între cer și pământ. Dacă, pe atunci, membrii de partid nu aveau dreptul să-și cumpere mașină, acum cele mai mari firme și întreprinderi au fost privatizate de comuniști. Ei dirijează totul în țara asta, printr-un excesiv cult al personalității. Ceea ce fac ei este adevărată dictatură.[2]
- Partidul, ca atare, este vinovat (de deportare și colectivizare n.n.), dar mai mult sunt vinovați liderii lui, pentru că cel puțin 90 la sută din membrii partidului erau oameni de rând și cinstiți. A știut oare Stalin că în Moldova sunt 39 de mii de culaci care trebuie deportați? Ordinul a fost dat, în numele lui Stalin, de către primul secretar Coval.[2]
- Lovitura de stat din 19 august 1991 a fost pusă la cale de însuși Gorbaciov[10]
- Voronin, fără a se sfătui cu poporul, a declarat că federalizează Republica Moldova. Adică mă culc în Repubica Moldova, iar mâine mă voi trezi în republica găgăuzo-transnistreană, pentru că așa a voit președintele Voronin. Cine are dreptul să vorbească în numele unui popor, dacă el nu este ales de popor? Cine are dreptul să declare așa ceva fără a consulta poporul? Putea să facă cel puțin un sondaj, dacă nu referendum. Dar, de fapt, e nevoie de un referendum la care să participe populația din ambele părți ale Nistrului, pentru că e vorba de o problemă importantă a poporului nostru. Dacă mâine va ridica pretenții și populația ucraineană de la nordul Moldovei sau bulgarii de la sud, sau dacă se mai ridică și rromii de la nord?
- M-am întâlnit de câteva ori cu președintele Voronin, mi-a dat și telefonul său direct. Dar eu am pierdut orice interes pentru Voronin, pentru că el spune una, gândește alta și face cu totul altceva. Eu nu-l cred. Și ar fi o greșeală pentru noi toți dacă am fi prea creduli. Să nu ne lăsăm amăgiți cu majorarea salariului. Trebuie să ne gândim nu numai la noi, dar și la nepoții noștri. Nu mai cred în președintele Voronin, pentru că el, încă de pe vremea când era ministru de Interne, s-a arătat a fi cu mai multe fețe. Acum a dispersat societatea conștient. Sindicatele le-a dispersat, Uniunea Scriitorilor a dispersat-o, a încercat să facă același lucru și cu Uniunea Jurnaliștilor. La adunarea de constituire a Uniunii Scriiitorilor “Nistru” președintele Voronin a declarat: “În sfârșit s-a realizat ceea ce așteptam demult!” Așa vorbește președintele țării care trebuie să consolideze societatea! Să nu mai pomenesc de hărțuiala de la alegerile locale. Poate oare un președinte să declare public că el va vota împotriva primarului general? Ăsta este vot secret! Dacă el nu crede nici în limbă, nici în drapel - știți ce a declarat în Parlament despre tricolor - atunci cum să-i încredințez destinul meu? Nu poate un președinte de țară să fie atât de înrăit, arogant și agresiv. Mai mult, un demnitar fără prieteni nu e demnitar.
- În anii `90 nu s–a făcut nimic nici din partea R. Moldova și nici din partea României pentru unirea celor două țări. Cred că aceasta s–ar fi produs doar în cazul dacă Moldova ar fi fost sprijinită de SUA, Japonia sau Germania. Nu au existat momente propice unirii în cursul anilor. Este o gândire falsă a celor care fac asemenea afirmații. Nimeni nu a încercat să facă un asemenea pas și nici nu a fost discutat de către diplomați. (...) În perioada în care am fost ambasador, nu putea fi vorba despre posibilitatea Unirii, relațiile dintre cele două țări fiind agravate. Unirea n–o fac demnitarii, ci poporul. De fapt, nu avea nici un rost unirea celor două sărăcii. Încă din anii `90 am stabilit că vor exista două țări independente, care se vor susține reciproc în cadrul organismelor internaționale cu o tendință spre o Europă unită. (...) Nu sunt unionist, din motivul că vreau să locuiesc într–o țară cu adevărat independentă, prosperă, ca poporul meu să aibă locuri de muncă. Dacă s–ar produce Unirea dintre România și R. Moldova, s–ar complica mult situația în ambele țări, ținând cont de problemele interetnice existente în România, între români, maghiari, romi și lipoveni, și în R. Moldova cu o populație polietnică.[11]

## Lucrări publicate
- Fața nevăzută a puterii (Ed. Litera, Chișinău, 2003)